# Iglesia Episcopal Metodista Africana
La Iglesia Episcopal Metodista Africana, también conocida como "Iglesia AME", es una iglesia que fue fundada en 1816.

## Breve historia

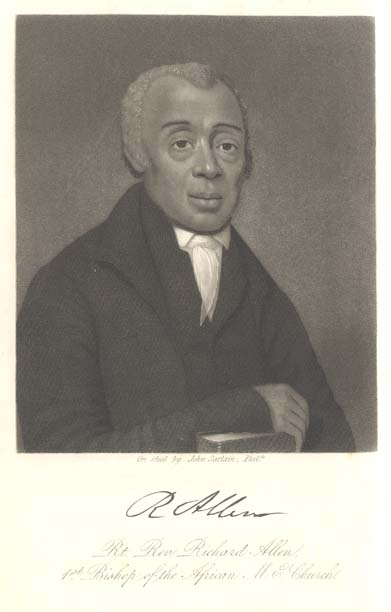
Richard Allen, en 1799 pastor y luego en 1816 obispo de la Iglesia Episcopal Metodista Africana

Se originó a partir de un grupo de afroamericanos de Filadelfia, quienes se separaron en 1787 de la Iglesia Episcopal Metodista de Saint George, a causa de la discriminación racial y construyeron la Iglesia Metodista Africana de Betel. En 1799, Richard Allen se volvió pastor de Betel y en 1816 fue consagrado como obispo de la recién creada Iglesia Episcopal Metodista Africana.
Circunscrita inicialmente en los estados del norte, la iglesia se diseminó rápidamente por el sur después de la guerra civil. Fundó muchos colegios y seminarios, como la Universidad Wilberforce (1856) en Ohio. A finales del siglo XX, la iglesia decía tener 3 500 000 miembros y 8.000 congregaciones. Su sede se encuentra en Washington D. C..